# Freddie Hamilton
Pour les articles homonymes, voir Hamilton.
Freddie Hamilton (né le 1er janvier 1992 à Toronto dans la province de l'Ontario au Canada) est un joueur professionnel canadien de hockey sur glace. Il évolue au poste d'attaquant. Il est le fils de la joueuse de basket-ball Lynn Polson et du rameur Doug Hamilton et le frère du joueur de hockey sur glace Dougie Hamilton.

## Biographie

### Carrière en club
En 2008, il commence sa carrière junior avec les IceDogs de Niagara dans la Ligue de hockey de l'Ontario. En 2009, il remporte le trophée Ivan-Tennant remis annuellement au joueur qui réussit le mieux dans ses études de la Ligue de hockey de l'Ontario et précède son frère Dougie vainqueur en 2010. Il est choisi au cinquième tour, en cent-vingt-neuvième position par les Sharks de San José au cours du repêchage d'entrée dans la LNH 2010. Il passe professionnel en 2012 avec les Sharks de Worcester dans la Ligue américaine de hockey.
Le 2 mars 2015, il est échangé à l'Avalanche du Colorado en retour de Karl Stollery.

### Carrière internationale
Il représente l'équipe du Canada en sélections jeunes.

## Statistiques

### En club
| Saison     | Équipe                | Ligue      |    | Saison régulière | Saison régulière | Saison régulière | Saison régulière | Saison régulière |   | Séries éliminatoires | Séries éliminatoires | Séries éliminatoires | Séries éliminatoires | Séries éliminatoires |
| Saison     | Équipe                | Ligue      | PJ | B                | A                | Pts              | Pun              | PJ               | B | A                    | Pts                  | Pun                  |                      |                      |
| 2008-2009  | IceDogs de Niagara    | LHO        | 65 | 10               | 18               | 28               | 8                | 12               | 2 | 2                    | 4                    | 4                    |                      |                      |
| 2009-2010  | IceDogs de Niagara    | LHO        | 64 | 25               | 30               | 55               | 12               | 5                | 1 | 1                    | 2                    | 6                    |                      |                      |
| 2010-2011  | IceDogs de Niagara    | LHO        | 68 | 38               | 45               | 83               | 20               | 14               | 4 | 10                   | 14                   | 4                    |                      |                      |
| 2011-2012  | IceDogs de Niagara    | LHO        | 60 | 35               | 50               | 85               | 31               | 19               | 7 | 17                   | 24                   | 9                    |                      |                      |
| 2012-2013  | Sharks de Worcester   | LAH        | 76 | 13               | 13               | 26               | 16               | -                | - | -                    | -                    | -                    |                      |                      |
| 2013-2014  | Sharks de Worcester   | LAH        | 64 | 22               | 21               | 43               | 6                | -                | - | -                    | -                    | -                    |                      |                      |
| 2013-2014  | Sharks de San José    | LNH        | 11 | 0                | 0                | 0                | 2                | -                | - | -                    | -                    | -                    |                      |                      |
| 2014-2015  | Sharks de Worcester   | LAH        | 52 | 9                | 21               | 30               | 12               | -                | - | -                    | -                    | -                    |                      |                      |
| 2014-2015  | Sharks de San José    | LNH        | 1  | 0                | 0                | 0                | 0                | -                | - | -                    | -                    | -                    |                      |                      |
| 2014-2015  | Monsters du lac Érié  | LAH        | 5  | 2                | 2                | 4                | 0                | -                | - | -                    | -                    | -                    |                      |                      |
| 2014-2015  | Avalanche du Colorado | LNH        | 17 | 1                | 0                | 1                | 0                | -                | - | -                    | -                    | -                    |                      |                      |
| 2015-2016  | Heat de Stockton      | LAH        | 62 | 18               | 25               | 43               | 24               | -                | - | -                    | -                    | -                    |                      |                      |
| 2015-2016  | Flames de Calgary     | LNH        | 4  | 1                | 1                | 2                | 0                | -                | - | -                    | -                    | -                    |                      |                      |
| 2016-2017  | Flames de Calgary     | LNH        | 26 | 2                | 0                | 2                | 8                | 1                | 0 | 0                    | 0                    | 0                    |                      |                      |
| 2017-2018  | Flames de Calgary     | LNH        | 8  | 0                | 1                | 1                | 2                | -                | - | -                    | -                    | -                    |                      |                      |
| 2017-2018  | Coyotes de l'Arizona  | LNH        | 8  | 0                | 0                | 0                | 0                | -                | - | -                    | -                    | -                    |                      |                      |
| Totaux LNH | Totaux LNH            | Totaux LNH | 75 | 4                | 2                | 6                | 12               | 1                | 0 | 0                    | 0                    | 0                    |                      |                      |

### En équipe nationale
| Année | Compétition                          |   | PJ | B | A | Pts | Pun | +/-                |  | Résultat |
| 2010  | Championnat du monde moins de 18 ans | 6 | 1  | 5 | 6 | 0   | +5  | Septième place     |  |          |
| 2012  | Championnat du monde junior          | 6 | 1  | 6 | 7 | 2   | +6  | Médaille de bronze |  |          |

## Trophées et honneurs personnels
- Ligue canadienne de hockey : remporte le trophée Ivan-Tennant en 2009.